# Canaseraga
Canaseraga – wieś w Stanach Zjednoczonych, w stanie Nowy Jork, w hrabstwie Allegany.